# Christelijke Encyclopedie
De Christelijke Encyclopedie is een encyclopedische uitgave van de firma Kok te Kampen.
De eerste editie verscheen in vijf delen van 1926 tot 1929 met een supplement in 1931, onder meer onder redactie van de gereformeerde theoloog F.W. Grosheide (1881-1972, vader van de latere staatssecretaris J.H. Grosheide). Een tweede druk, in zes delen, volgde van 1956-1961. Beide edities waren Bijbels geïnspireerde naslagwerken voor het gereformeerde gezin.
In 2005 verscheen een derde editie in drie delen, weliswaar onder dezelfde titel, maar waarin 'christelijk' wordt benaderd vanuit een oecumenische invalshoek. Een brochure van de uitgever zegt hierover onder meer: "In deze nieuwe uitvoering wordt, anders dan bij de vorige edities, het woord christelijk binnen de Nederlandse context zo breed mogelijk opgevat, zowel het rooms-katholicisme als het protestantisme omsluitend."

De lijst van medewerkers aan deze laatste uitgave bevat bekende publieke figuren als Jan Bank, Paul Cliteur, Bart Jan Spruyt, Gert Schutte en Kars Veling. Eindredacteur was George Harinck.

## Overzicht van de edities
- Christelijke encyclopaedie voor het Nederlandsche volk, samengesteld onder redactie van F.W. Grosheide, J.H. Landwehr, C. Lindeboom en J.C. Rullmann, 1926-1929: 5 delen, 1931: deel 6 Supplement en register, Kok - Kampen
- Christelijke encyclopedie, onder redactie van F.W. Grosheide [en] G.P. van Itterzon, 1956-1961 (tweede, geheel herziene druk), 6 delen, Kok - Kampen
- Christelijke encyclopedie, onder redactie van George Harinck (hoofdred.), Wim Berkelaar en Lodewijk Winkeler, 2005 (derde, herziene druk), 3 delen, Kok - Kampen, ISBN 90-435-0350-9